# فيليكا بيلوزيركا (زابوريزكا)
فيليكا بيلوزيركا (Велика Білозерка) هي مدينة في مقاطعة زابوريزكا في أوكرانيا. يبلغ عدد سكانها حوالي 3468 نسمة.